# San Nicola
San Nicola is een van de vijf eilanden van de archipel van de Tremitische Eilanden die in het centrale deel van de Adriatische Zee ligt. De vijf eilanden vormen samen een gemeenten en maken deel uit van de Apulische provincie Foggia.
Het is op historisch, religieus en administratief vlak het belangrijkste eiland van de archipel. San Nicola is het enige eiland dat het gehele jaar bewoond is; de bevolking woont voornamelijk in het zuidelijke gedeelte. Hier komen ook de boten uit onder meer Ortona, Termoli en Vasto aan. Op het eiland is het gemeentehuis, postkantoor en eerste hulppost gevestigd.
In de 7e eeuw werd het eiland van defensiewerken voorzien. De benedictijnen die later arriveerden, bouwden de vesting om in een klooster. Gedurende de Tweede Wereldoorlog was op het eiland een strafkolonie gevestigd. Hier werden onder meer de politieke tegenstanders van Mussolini gevangen gehouden.
In het zuivere water rondom het eiland komen veel vissoorten voor waaronder de wiervis, zaagbaars en tandvis. De wateren waarin de archipel ligt heeft in 1989 de status van maritiem natuurreservaat gekregen.